# BVG IK
BVG IK는 베를린 지하철의 소형 규격용 철도 차량이다. 대형 규격 노선의 차량 부족 문제 때문에 2017년 10월부터 베를린 U5에도 약간의 수정을 거쳐서 순행을 시작했다. 현재 소형 및 대형 규격 노선을 모두 운행하는 유일한 차량이다.

## 개발
2012년 6월 베를린교통공사는 슈타들러 팡코에 시제차 2편성을 발주했으며, 2015년 9월부터 영업 운행을 시작했다. 이 계약에는 2017년부터 A3L71형 열차를 대체하기 위해서 양산형 열차 24편성을 주문할 수 있는 옵션이 포함되어 있었고, 총 금액은 1억 5800만 유로이다. 여기에 추가로 10편성을 주문할 수 있는 옵션이 있다. 2015년 5월 초, BVG의 설문 조사 결과 IK형 철도 차량의 변명으로 "Icke"가 선정되었다.

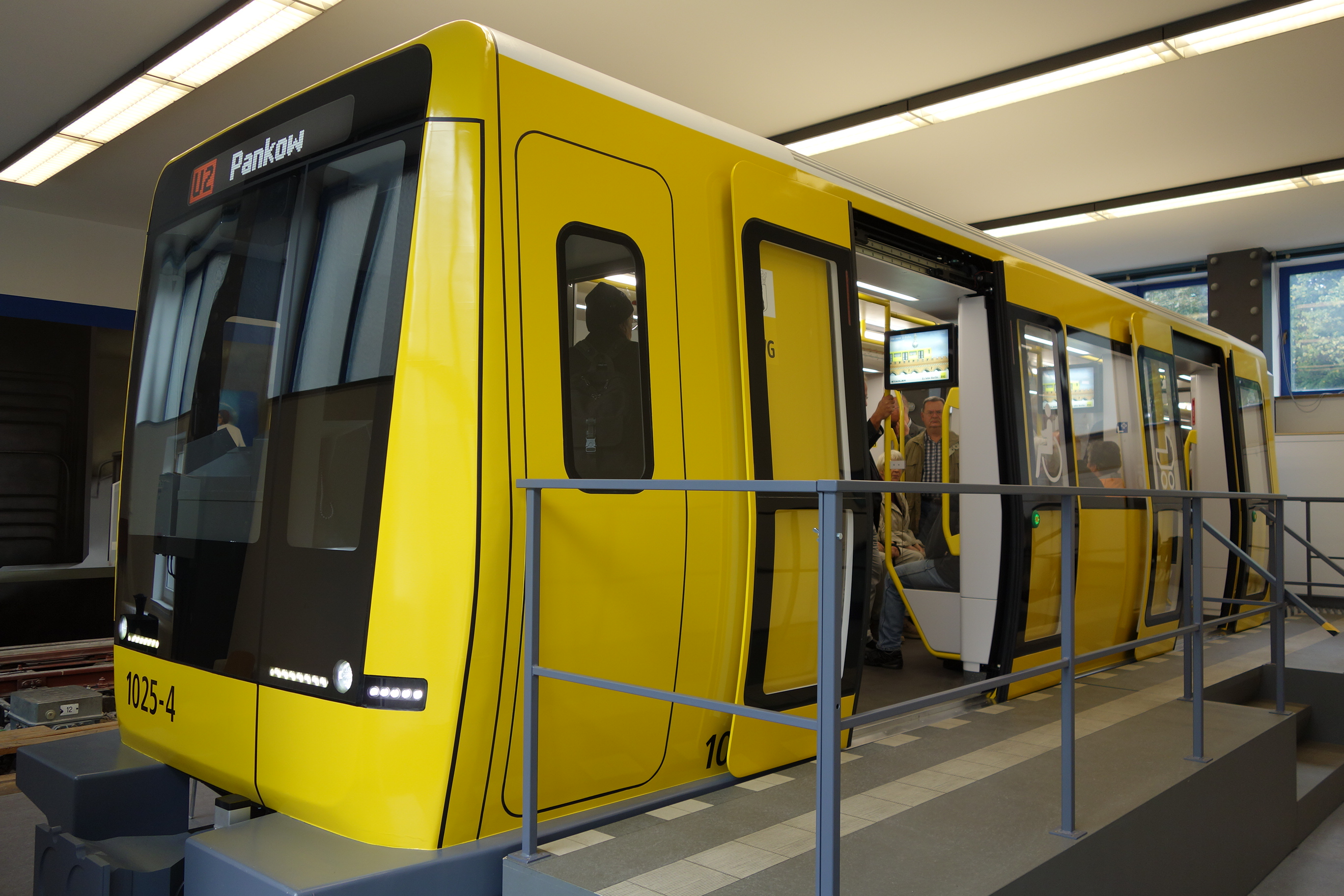
선두차 목업

2013년 5월 BVG에서는 전장 9.4미터인 선두차 실물 모형을 공개했다. 목업을 통해서 최종 디자인의 세부 사항을 조정했다. 시제차 제작은 2014년 4월에 시작되어 같은 해 8월에 최종 조립을 완료했다.  첫 번째 편성은 2015년 2월 초, 두 번째 편성은 2015년 3월 초에 인도되었다. 인도 후 몇 달 동안 두 편성을 병결하여 영업 및 비영업 시운전을 진행했다.   시험의 지연 이후 2015년 9월부터 시제차 1025 및 1026편성이 U1 및 U2 노선에서 영업 운행을 시작했다. 2015년 7월 특별 기금인 SIWA(Sondervermögen Infrastruktur der Wachsenden Stadt)의 재정을 사용하여 2017년부터 인도가 시작될 11편성을 추가로 주문했다. 2016년 7월 BVG 감사 위원회에서 27편성 추가 주문을 승인했다.

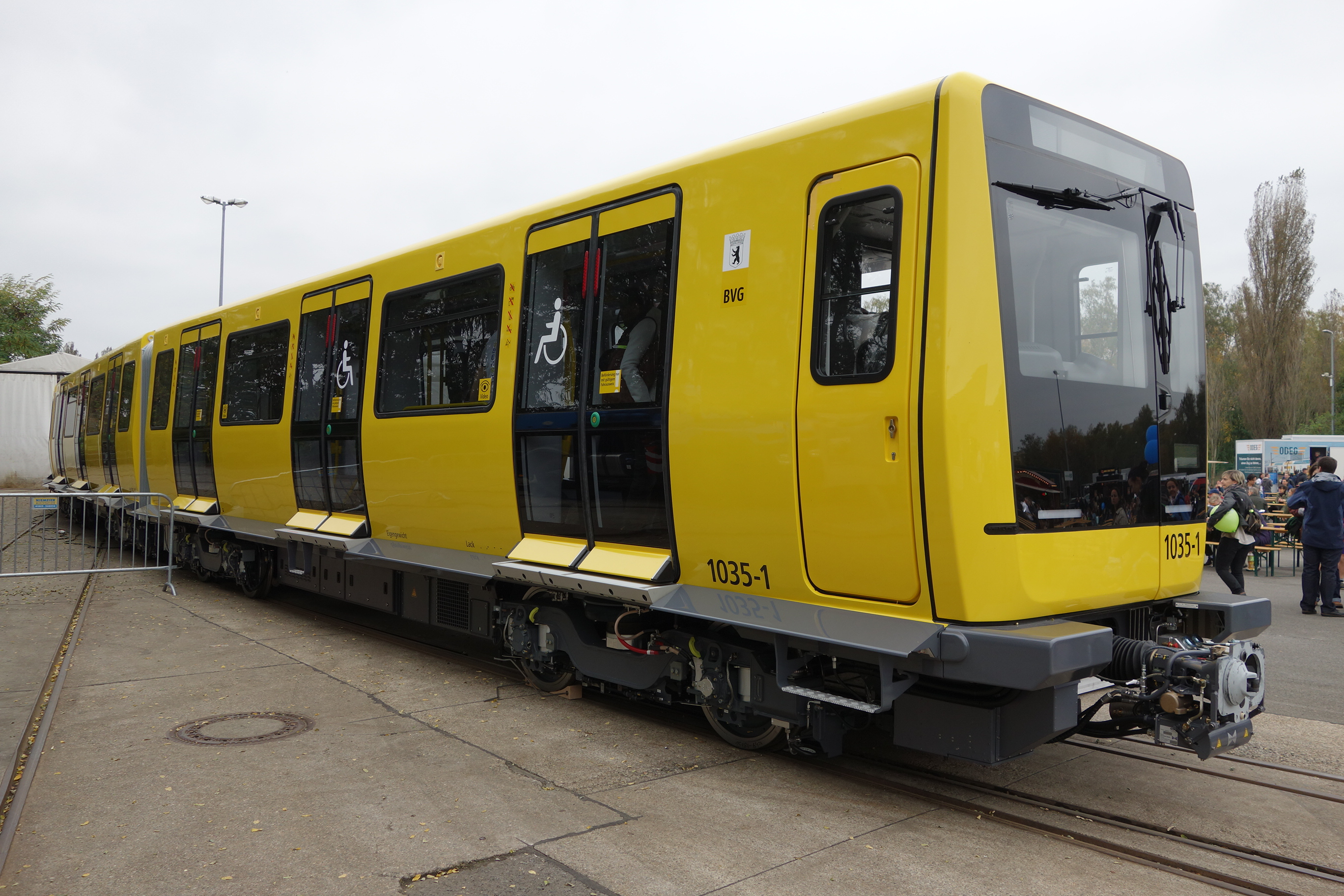
슈타들러 팡코 공장에 있는 IK17 열차(발빠짐 방지판 장착)

2017년 7월부터 12월까지 IK17 열차 총 11편성이 인도되었다. 해당 열차는 대형 규격인 U5 노선에 사용되었으며 승강장과 차량 간 17.5 cm의 간격을 메우는 발빠짐 방지판이 장착되어 있다. 원래 이 열차는 소형 규격용으로 개발되었고, 대형 규격 노선에서의 운행은 임시 운행을 가정한 것이었기 때문에 대형 규격의 후속 차량 반입 이후 소형 규격 노선으로 되돌아갈 예정이다.  노선별 승강장 높이 차이 때문에 대차에 별도 지지대를 설치하여 차량 높이를 75 mm 높였고, 연결기에도 어댑터를 설치하여 높이를 조정했다. IK17 열차의 영업 운행은 2017년 10월 27일 U5 노선에서 시작되었다.
2017년 8월 대형 노선인 U5에 운행하기 위해서 4량 편성 열차를 추가로 20편성 주문할 계획이 알려졌다. 대형 규격 노선의 차량 부족 사태가 악화되어 열차 운행에 지장을 주기 시작했기 때문이다. 같은 시기에 대형 규격 노선에 사용되는 F79 차량의 일부 세대에서 균열이 발생하여 2량 편성 35편성의 현대화 계획에서 제외되어 2019년 이후 운행이 불가능해졌다.> 유럽 전역에서 입찰을 받는 데에는 시간이 너무 오래 걸리기 때문에 BVG 이사회에서는 임시 방편으로 추가 IK 차량의 긴급 조달을 승인했다. 2017년 10월 25일 BVG 감사 위원회는 2019년 상반기부터 반입 예정인 20편성 추가 주문을 승인했다.  한편 2017년 11월 말 슈타들러의 경쟁사 지멘스에서 긴급 조달에 문제를 제기하고 있으며 베를린 조달법원(Vergabekammer)에 소를 청구할 수 있음이 알려졌다. 소송이 진행되는 동안 차량 반입이 더 지연될 가능성이 있었다. 2018년 2월 조달법원에서는 지멘스의 청구를 기각했다. 그 결과 지멘스는 항소법원에 소송을 제기했다. 2018년 6월 BVG와 지멘스는 법적 합의로 소를 종결했다. 합의 결과로 4량 편성 14편성(총 56량)만 추가로 주문하고 나머지 6편성(24량)은 F79 차량의 실제 고장 상황에 따라서 주문하기로 했다.
시제차 IK15 1025 및 1026편성은 2017년 여름 슈타들러 공장에서 양산형 IK17과 동일한 사양으로 개수되었다. 주요 개수 사항은 새로운 출입문과 안정적인 폴딩 시트이다. 2018년 2월 말에 지하철로 되돌아왔고 이후 IK15U형으로 분류되고 있다. 개수 작업 이후 2018년 9월부터는 다른 IK18 열차 및 HK06 열차와 병결 운행이 가능하게 되었다. 2020년 4월 1일 IK 전동차의 차량 진단과 행선 안내 시스템의 소프트웨어 변경으로 인하여 HK 열차와의 병결 운행이 불가능해졌다.
2018년 4월 3일부터 IK18형 열차 27편성이 2주 간격으로 BVG에 인도되었다. 소형 규격 노선인 U2에서 주로 운행하며 과거에 사용했던 A3L71 차량을 대체했다.  마지막으로 인도된 IK18 편성은 2019년 9월 초에 인도된 1064편성이다.
2020년 5월 25일 첫 IK20 5065편성이 인도되었으며, 2020년 말로 예정되어 있었던 U5의 베를린 중앙역 구간 연장으로 차량 부족이 예상되었기 때문에 IK17 차량처럼 대형 규격 노선인 U5에서 운행을 시작했다. IK17에 장착되었던 발빠짐 방지 장치가 설치되었다. IK20 차량에서는 BVG의 새로운 좌석 디자인인 Urban Jungle이 도입되었다. 원래 H형 전동차가 사용하고 있었던 5000호대 편성 번호를 사용했는데, 1070부터 1094번 편성은 이미 GI/1E형 전동차에서 사용 중이었기 때문이다. G형 전동차 폐차 이후에 1000번대로 다시 조정될 예정이다.
2020년 12월 8일 5078편성을 끝으로 IK20 인도가 완료되었다. 2021년 가을 IK20의 첫 4편성이 원래 계획된 운행 구간인 소형 규격 노선으로 복귀했다. IK 전동차는 주로 U2 노선에 사용되며 때때로 U1 및 U3 노선에도 사용된다.

## 구조

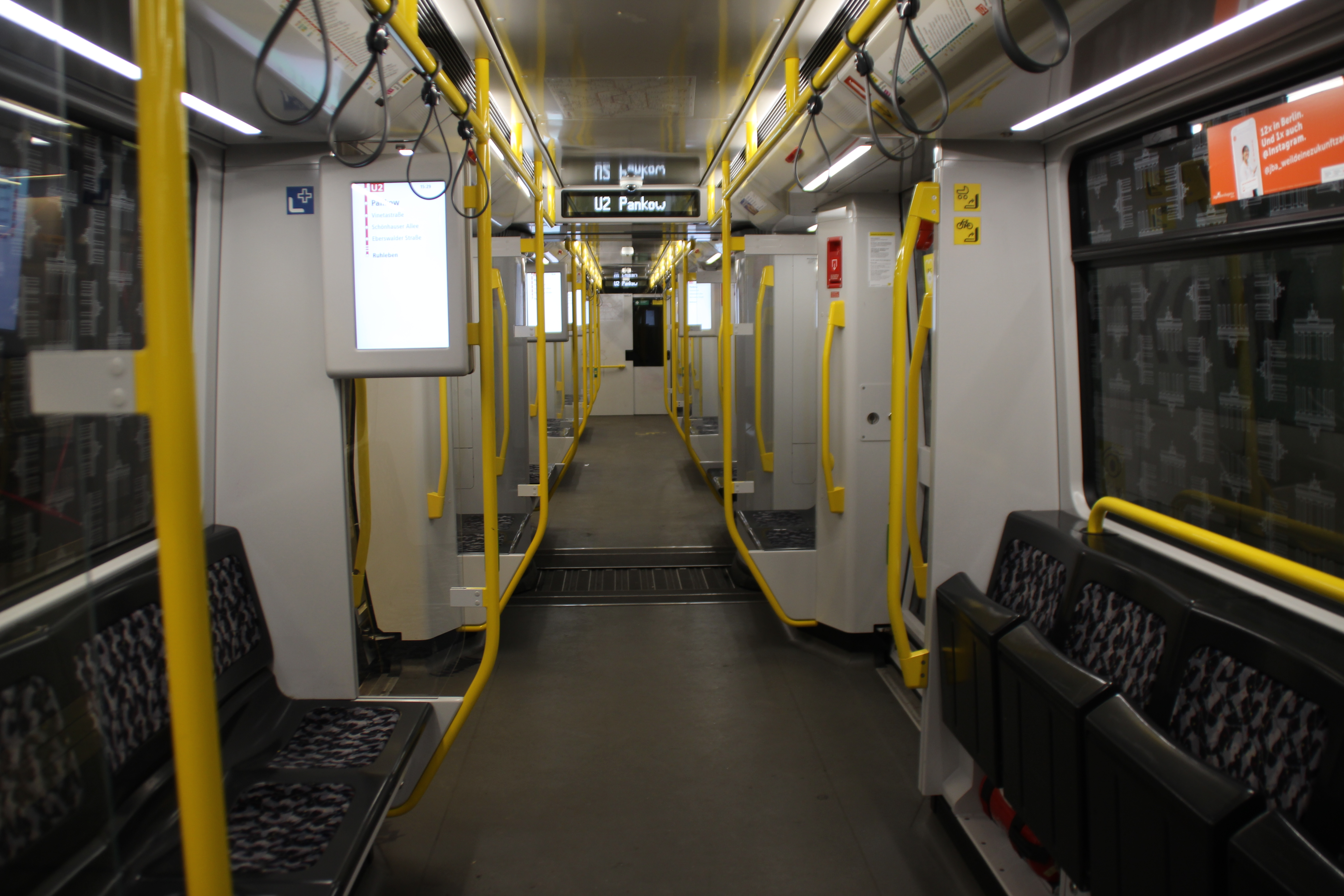
내부 공간

IK 전동차의 기술 기반은 슈타들러 탱고 노면 전차이다. HK형 전동차처럼 내부가 완전히 연결된 4량 편성으로 설계되었으며, 2편성이 병결 운행하여 8량으로 운행할 수 있다. HK형과의 병결 운행은 기술적으로 가능했으나 더 이상 영업 운행에서 사용하지 않는다. 일부 열차에는 극성 전환기가 설치되어 있어서 대형 규격 노선에서도 운행할 수 있다. 차량 단면이 항아리형에 가깝기 때문에 기존 승강장과 충돌하지 않으면서도 10 cm 정도 전폭을 증가시킬 수 있었다. 소형 규격 노선의 차량 한계를 만족하지만, 일부 터널 구간에서의 안전 거리 확보 문제로 인하여 기둥을 이설해야 했다.
차량에는 에어 서스펜션이 장착되어 있으며 에너지 절약 조명, 신호 시스템, 신형 승객 안내 시스템이 장착되어 있다. 4량 편성 열차는 장애인 접근성을 고려하여 설계되었다. 편성 정원은 330명으로, 좌석 80명 입석 250명이다. 기존 차량에 비해서 다목적 구역이 확대되었으며, 전 차량에 CCTV 카메라가 장착되었다. 회생 제동을 통하여 일상 운행 시 약 20%의 에너지를 회수할 수 있다.
별도의 개찰구가 없기 때문에 IK18 중 9편성(1056-1064편성)과 IK20 14편성의 출입문에는 승객 집계 장치가 장착되어 있다.

## 평가와 비판
긍정적인 평가에는 이전 차량에 비해서 정차역 안내 시스템이 개선되었고 휠체어 공간이 명확하게 표시된 점이 있다. 부정적인 평가에는 4량 편성에 고정식 좌석이 단 72석밖에 없으며, 이는 베를린 소형 규격 노선에서 가장 적은 숫자이다. 대중교통 승객 협회 IGEB에서는 전동차의 "돌처럼 딱딱한 좌석"(Steinharten Sitze)과 개방 불가능으로 설계했던 창문을 비판했다.
IGEB에서는 1년여의 시운전 끝에 차량 형상과 주행 특성을 장점으로 꼽았지만, 좁은 내부 공간감을 단점으로 꼽았다. 항아리형 차체를 통해서 확보한 내부 공간은 좌석 크기 때문에 다시 줄어들었고, 출입문에 장착된 모니터는 크기 때문에 입석 공간과 차내 시야에 크게 다가왔다. HK 열차와 병결 운행이 가능했던 시기에는 HK와는 다목적 구역 배치가 달랐기 때문에 승객이 혼동될 수 있었다. 안내 모니터에 표시된 정보의 양도 지적받았다. 이전 차량에 비해서 출입문 개방이 늦게 시작되고 속도가 느려졌기 때문에 승객 취급 시간이 더 연장되었다.

## 참조
1. ↑  “Compact converter BORDLINE® CC400 for light metros with 600/750 V DC line voltage” (PDF) (영어). ABB 그룹. 2017년 11월 13일. 2023년 1월 31일에 확인함.
2. ↑  BVG-Aufsichtsrat schreibt neue U-Bahnfahrzeuge aus. bahninfo.de, 22. Juni 2012
3. ↑  Aufruf vom 5. Mai 2015: „Icke“ – so heißt Berlins neue U-Bahn
4. ↑  “Auf der U12 rollt eine U-Bahn namens „Icke“”. Berliner Morgenpost. 2015년 9월 2일.
5. ↑  Pressemitteilung der BVG vom 20. Juli 2015
6. ↑  “Siemens geht gegen Kauf von U-Bahnen vor”. 2017년 11월 28일. 2017년 11월 28일에 확인함.
7. ↑  “„Icke“-Züge der BVG: U-Bahn-Flotte wächst um mehr als hundert Wagen”. 2018년 4월 6일. 2018년 4월 6일에 확인함. [깨진 링크(과거 내용 찾기)]